# 拉德馬赫系統
在數學中，特別是在泛函分析中，拉德馬赫系統（英語：Rademacher system）是單位區間上的一個不完全正交函數係統，以美國數學家漢斯·拉德馬赫命名。其形式如下：
{\displaystyle \{t\mapsto r_{n}(t)=\operatorname {sgn}(\sin 2^{n+1}\pi t);t\in [0,1],n\in \mathbb {N} \}.}
拉德馬赫系統是隨機獨立的，並與沃爾什系統密切相關。具體來說，沃爾什系統可以被構造為拉德馬赫函數的乘積。

## 外部連結
- 拉德馬赫系統 （页面存档备份，存于）在《數學百科全書》的資料。